# Trần Quảng Nam
Trần Quảng Nam (sinh năm 1955) là một nhạc sĩ và kịch sĩ người Việt Nam. Ông được biết đến nhiều qua ca khúc Mười năm tình cũ.

## Tiểu sử
Trần Quảng Nam sinh năm 1955, tại Tam Kỳ, Quảng Nam, quê gốc tại Hải Dương. Từ khi học trung học ông đã học nhạc lý với thầy Phạm Nghệ. Ông sáng tác nhạc rất sớm, ở tuổi 14, và chỉ sáu năm sau, ông đã đạt được khoảng 20 ca khúc với nhiều bài mang phong cách bán cổ điển. Vào đầu năm 1975, ông đã đi du học qua Mỹ và hiện nay vẫn hoạt động trình diễn ở Mỹ.
Mười năm tình cũ được sáng tác vào năm 1985, là ca khúc nổi tiếng nhất trong sự nghiệp của ông. Danh ca Lệ Thu là người thu âm đầu tiên và cũng là người trình bày thành công nhạc phẩm này.
Người có công đưa ca khúc này đến công chúng là ca sĩ Lệ Thu. Chị là người thâu băng đầu tiên sau khi tôi sáng tác ca khúc được một năm. Tôi là người hòa âm và chị Lệ Thu hát. Đến giờ, tôi vẫn thích nhất là thâu băng và hòa âm đó. Còn bây giờ, nhiều người hát ca khúc này, tôi không thể nhớ hết.— Trần Quảng Nam, 

## Tác phẩm
Danh sách này không đầy đủ, bạn cũng có thể giúp mở rộng danh sách.
- Ba mươi năm tình cũ
- Bóng tối tình yêu
- Cảm ơn tình em
- Cồn cát
- Em dấu yêu
- Giã biệt tình em
- Kim Vân Kiều (nhạc kịch)[2]
- Hai mươi năm tình cũ
- Mộng tình xưa
- Mười năm tình cũ (1985)
- Ngàn lá Thu bay
- Nguyên khúc (trường ca)[2]
- Nụ hôn nồng cháy
- Ở đâu cũng có em
- Souvenir
- Tình cuối xót xa
- Tình cuồng si
- Tình điên
- Tình tôi mới lớn
- Tình xanh
- Trắng (2004)
- You are mine